# 일본의 지질

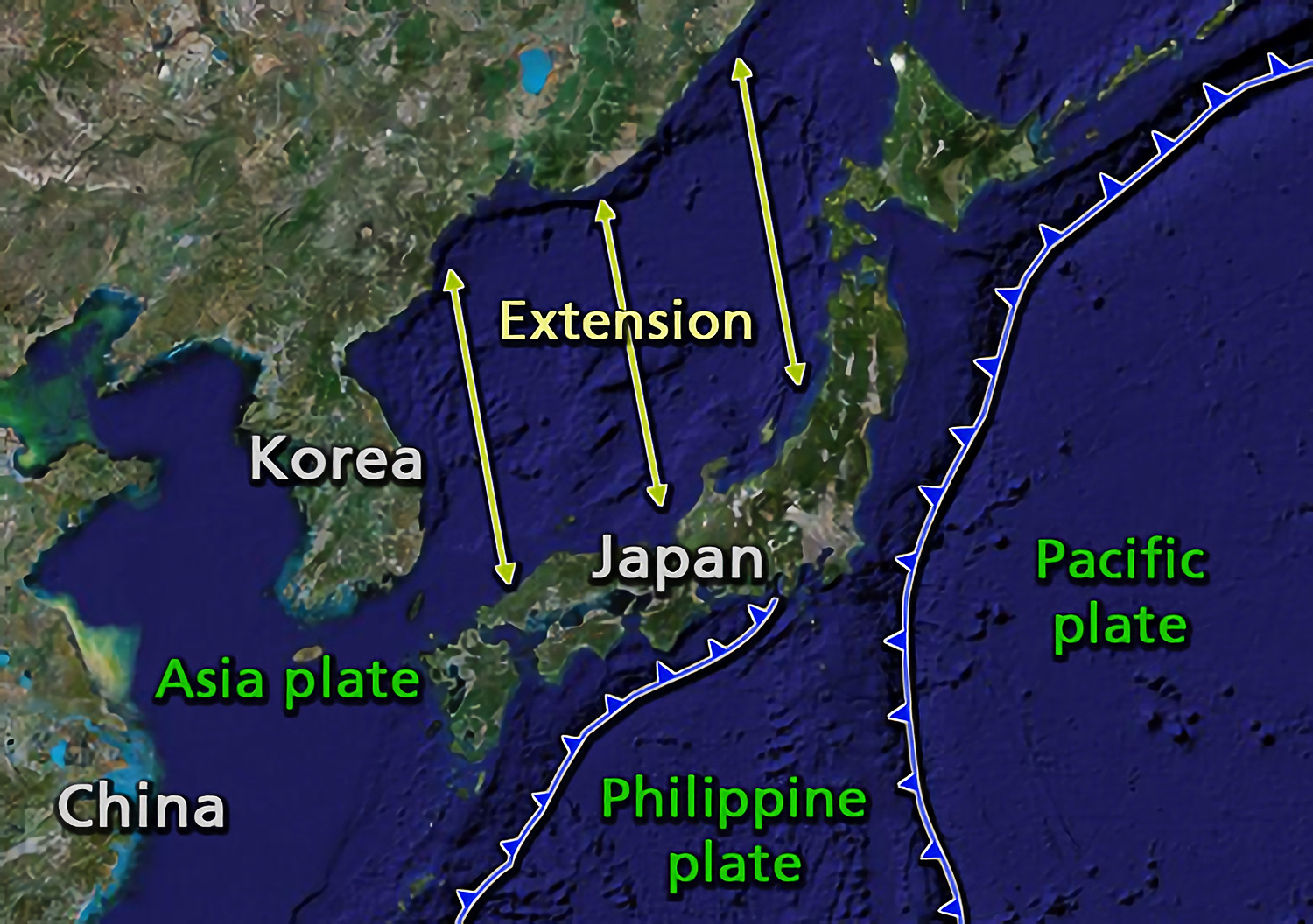
일본 열도는 배호분지 확산 과정을 통해 아시아 대륙에서 분리되었다.

일본을 이루고 있는 섬들은 실루리아기 말부터 플라이스토세까지 수억 년에 걸쳐 남쪽으로는 필리핀해판이 아무르판과 오키나와판의 밑으로, 북쪽으로는 태평양판이 오호츠크판의 밑으로 침강하며 생겨났다. 일본 열도는 당초 유라시아 대륙의 동쪽 해안가에 붙어 있었으며, 유라시아판 밑으로 침강하는 해양판이 배호분지 확산을 통해 일본 열도를 동쪽으로 끌어당기며 1500만 년 전 동해가 바다로 바뀌게 되었다. 대한해협과 타타르 해협은 이보다 이후에 형성되었다.
일본은 화산 지대인 환태평양 조산대에 위치하고 있어, 약한 지진과 화산 활동이 일본 열도 전체적으로 지속되고 있다. 2024년 노토반도 지진, 2011년 도호쿠 지방 태평양 해역 지진, 2004년 니가타현 주에쓰 지진, 1995년 효고현 남부 지진 등 지진해일을 동반하는 강한 지진도 발생한다.

## 지질학적 역사

### 조산 운동 단계

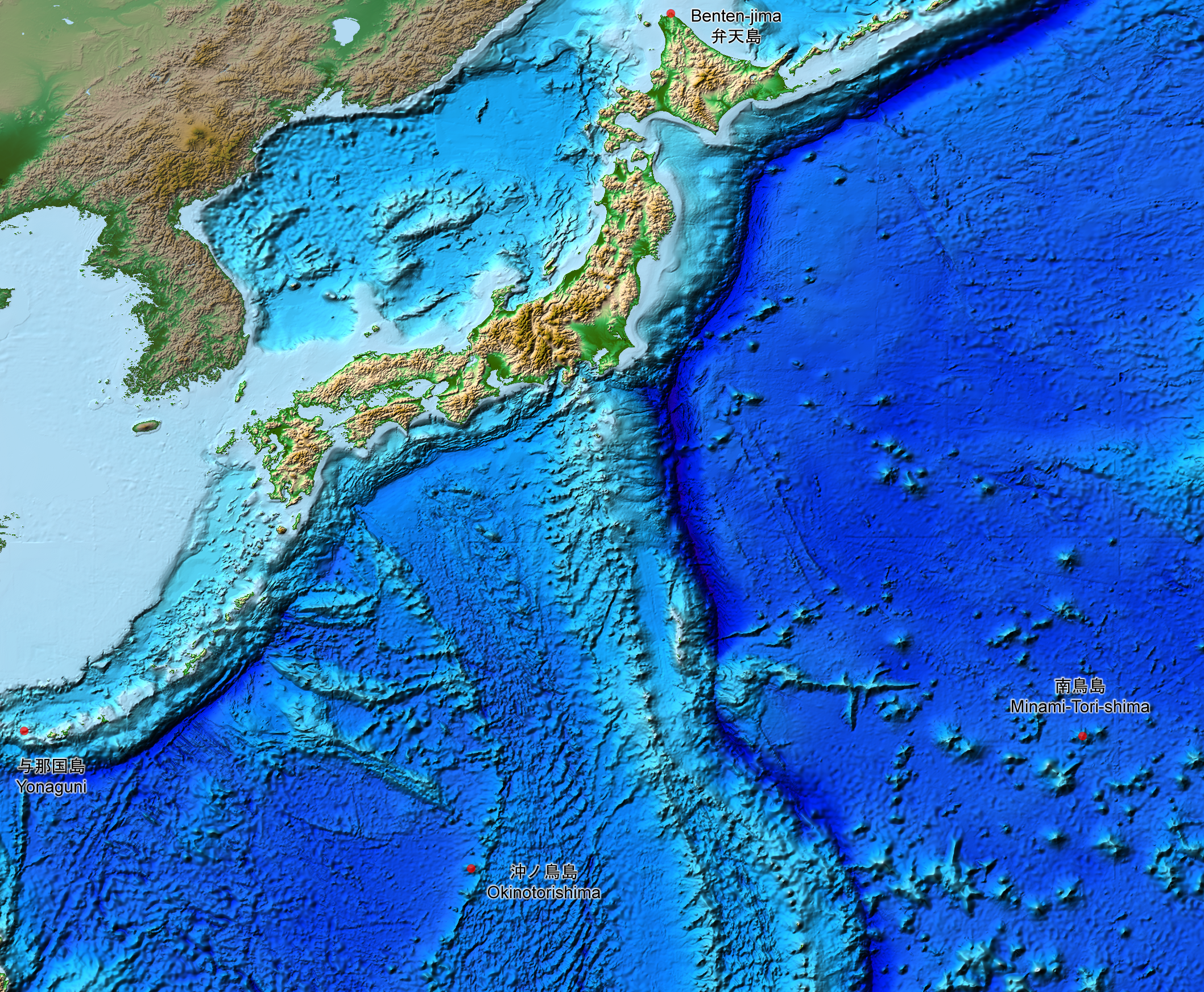
일본 열도를 주변 해저 지형과 같이 표시한 지도.

7억 5000만 년 전 로디나가 분열되기 시작하며 만들어진 판탈라사해의 동쪽 영역에 현재의 일본에 해당하는 지역이 위치하였다. 란도베리세 (4억 5000만 년 전) 현재까지 지속되고 있는 해양판의 섭입이 시작되었으며, 수렴 경계를 따라 400 km에 걸쳐 조산 운동 지대가 형성되었다. 섭입 과정에서 이자나기판을 비롯해 해양판 9개 가량이 완전히 소멸하였으며, 현재 필리핀해판은 남쪽에 있는 아무르판과 오키나와판으로 연간 4 cm의 속도로, 태평양판은 북쪽에 있는 오호츠크판으로 연간 10 cm의 속도로 섭입되고 있다. 판의 섭입으로 인해 난카이 해곡과 류큐 해구 또한 계속 형성되고 있다. 또한 섭입 초기 섭입과 부착이 반복되며 상부의 대륙판 물질이 계속 융해되었기 때문에, 현재 일본 열도에 분포하는 암석 대부분은 페름기 이후에 형성되었다.

### 열도 단계
약 2300만 년 전까지 일본 열도 서부는 유라시아 대륙의 해안가였으나, 2000만 년 전부터 1500만 년 전까지 유라시아판 밑으로 섭입하는 판의 장력으로 인해 현재의 주고쿠 지방과 규슈에 해당하는 지역이 동쪽으로 이동하였다. 이를 통해 원래 담수호였으리라 추정되는 동해와 오호츠크해에 염수가 급격하게 유입되었다. 마이오세(1600만 년 전)에는 유라시아 대륙 동부 해안에서 반도가 만들어졌으며, 1100만 년 전부터는 현대의 도호쿠와 홋카이도가 바다 위로 올라왔으며, 여러 열도가 합쳐지며 주부 지방이 만들어졌다. 200만 년 전부터는 대한해협과 타타르 해협이 만들어졌으며, 포사 마그나가 크게 섭입되며 간토평야가 형성되었다.
시간의 흐름에 따라 나타낸 일본 열도의 형성
- 일본 열도, 동해, 인근 동아시아 대륙의 마이오세 초기 (2300만 ~ 1800만 년 전) 모습.
- 일본 열도, 동해, 인근 동아시아 대륙의 플라이오세 중기~말기 (350만 년 ~ 200만 년 전) 모습.
- 최종 빙기 극대기 (약 2만 년 전) 당시의 일본 열도. 짙은 선은 현재의 해안선을 나타낸다.   초목 분포 지역   초목 미분포 지역   바다

### 현재
현재까지 일본 열도의 지질학적 구성은 잘 알려지 있지 않으며, 특히 일본 서북부는 제4기 침전물이 두껍게 분포하여 지질학적 변천사 연구에 어려움이 있다. 일본 열도에서 해양판을 향한 부분은 더 젊고 화성암이 많으며, 동해를 향한 부분은 단층 운동이 활발하고 퇴적암이 많다.

#### 지질 구조
일본 열도는 크게 세 부분으로 나누어진다.
- 동북부: 다나구라 단층 북쪽으로, 1700만 년 전부터 1400만 년 전까지 화산 활동이 강하게 나타났다.[7]
  - 이도사와 단층
  - 센야 단층
  - 히다카 산지
  - 기타카미 산지
  - 오우산맥
- 중앙부: 다나구라 단층과 이토이가와-시즈오카 구조선 사이.
  - 포사 마그나 지구
  - 단나 단층
  - 보소 구릉
- 서남부: 이토이가와-시즈오카 구조선 남쪽으로, 주오 구조선을 따라가는 변성대 여럿을 따라 더 세부적으로 나누어진다.[8] 주오 구조선 북쪽은 고진기부터 백악기에 걸쳐 화강암이 주변 물질에 관입한 흔적이 많이 나타나고, 남쪽은 쥐라기 이후에 만들어진 부가체가 주를 이룬다.
  - 우라소코 단층
  - 후코즈 단층
  - 네오다니 단층
  - 롯코-아와지섬 단층대
  - 히다 조산대(히다산맥 및 료하쿠산맥)
  - 산군 조산대
  - 마이즈루 조산대
  - 단바-미노 조산대
  - 료케 조산대
  - 시만토 조산대[9]
  - 산바가와 조산대[10]
  - 지치부 조산대[11]
  - 산보산 조산대
  - 벳푸-시마바라 지구대

## 같이 보기
- 일본의 지리
- 일본의 지진 목록

## 참고 문헌
- Hashimoto, M., 편집. (1990). 《Geology of Japan》. Dordrecht: Kluwer Academic Publishers. ISBN 9780792309093.
- T. Moreno; S.R. Wallis; T. Kojima; W. Gibbons, 편집. (2016년 3월 16일). 《Geology of Japan (Geological Society of London)(2015)》. ISBN 978-1862397439.
- Takai, Fuyuji; Tatsurō Matsumoto; Ryūzō Toriyama (1963). 《Geology of Japan》. University of California Press.